# Sysstema semicirculata
Sysstema semicirculata är en fjärilsart som beskrevs av Moore 1867. Sysstema semicirculata ingår i släktet Sysstema och familjen mätare. Inga underarter finns listade i Catalogue of Life.